# El Soleràs
El Soleràs là một đô thị trong tỉnh Lleida, cộng đồng tự trị Cataluña Tây Ban Nha. Đô thị El Soleràs có diện tích là 12,23 ki-lô-mét vuông, dân số năm 2009 là 376 người với mật độ 30,74 người/km². Đô thị El Soleràs có cự ly 30,5 km so với tỉnh lỵ Lleida.